# Seduri (Mojosari)
Seduri is een bestuurslaag in het regentschap Mojokerto van de provincie Oost-Java, Indonesië. Seduri telt 8802 inwoners (volkstelling 2010).